# Episodi di NYPD - New York Police Department (terza stagione)
La terza stagione della serie televisiva NYPD - New York Police Department è stata trasmessa in prima visione negli Stati Uniti d'America da ABC dal 24 ottobre 1995 al 21 maggio 1996.
In Italia è stata trasmessa in prima visione da Canale 5.
| nº | Titolo originale                 | Titolo italiano                  | Prima TV USA     | Prima TV Italia |
| -- | -------------------------------- | -------------------------------- | ---------------- | --------------- |
| 1  | E.R.                             | Una pallottola per Martinez      | 24 ottobre 1995  |                 |
| 2  | Torah! Torah! Torah!             | L'assassino della settima strada | 31 ottobre 1995  |                 |
| 3  | One Big Happy Family             | Problemi in casa Russell         | 7 novembre 1995  |                 |
| 4  | Heavin' Can Wait                 | Tensione per Sipowicz            | 14 novembre 1995 |                 |
| 5  | Dirty Laundry                    | Uno sporco affare                | 21 novembre 1995 |                 |
| 6  | Curt Russell                     | Un caso particolare              | 28 novembre 1995 |                 |
| 7  | Aging Bull                       | L'amico di Bobby                 | 12 dicembre 1995 |                 |
| 8  | Cold Heaters                     | Tradimento                       | 19 dicembre 1995 |                 |
| 9  | Sorry, Wong Suspect              | Omicidio a Chinatown             | 9 gennaio 1996   |                 |
| 10 | The Backboard Jungle             | Un capro espiatorio              | 16 gennaio 1996  |                 |
| 11 | Burnin' Love                     | Vendetta premeditata             | 30 gennaio 1996  |                 |
| 12 | These Old Bones                  | Sospetti                         | 6 febbraio 1996  |                 |
| 13 | A Tushful of Dollars             | Delitto a Little Italy           | 13 febbraio 1996 |                 |
| 14 | The Nutty Confessor              | Oscar per Sipowicz               | 20 febbraio 1996 |                 |
| 15 | Head Case                        | La pornostar                     | 27 febbraio 1996 |                 |
| 16 | Girl Talk                        | Una persona perbene              | 19 marzo 1996    |                 |
| 17 | Hollie and the Blowfish          | Il sergente federale             | 26 marzo 1996    |                 |
| 18 | We Was Robbed                    | L'agente dell'FBI                | 2 aprile 1996    |                 |
| 19 | Auntie Maimed                    | Fiocco azzurro al 15°            | 30 aprile 1996   |                 |
| 20 | A Death in the Family            | Lutto in famiglia                | 7 maggio 1996    |                 |
| 21 | Closing Time                     | Il momento della verità          | 14 maggio 1996   |                 |
| 22 | He's Not Guilty, He's My Brother | La rapina                        | 21 maggio 1996   |                 |